# Козаскал (Квебек)
Козаскал (фр. Causapscal) је град у Канади у покрајини Квебек. Према резултатима пописа 2011. у граду је живело 2.458 становника.

## Становништво
Према резултатима пописа становништва из 2011. у граду је живело 2.458 становника, исто као и на попису из 2006.
| 2006. | 2011. |
| ----- | ----- |
| 2.458 | 2.458 |